# الخميس (الحديدة)

تعديل مصدري - تعديل

الخميس هي إحدى قرى مديرية الزهرة، التابعة لمحافظة الحديدة اليمنية، بلغ تعداد سكانها 3970 نسمة حسب الإحصاء الذي جرى عام 2004.